# Sent Maissenç (Cruesa)
Sent Maissenç (en francès Saint-Maixant) és una comuna (municipi) de França, a la regió de la Nova Aquitània, departament de la Cruesa, al districte i cantó d'Aubusson.
La seva població al cens de 1999 era de 260 habitants. Està integrada a la Communauté de communes d'Aubusson-Felletin.

## Demografia
| 1968 | 1975 | 1982 | 1990 | 1999 |
| ---- | ---- | ---- | ---- | ---- |
| 320  | 304  | 298  | 255  | 260  |

## Administració
| Període   | Identitat      | Partit |
| --------- | -------------- | ------ |
| 2001-2003 | Alain Julien   |        |
| 2003-     | Nicole Pallier |        |